# Енн Венеман
Енн Венеман (англ. Ann Veneman; нар. 29 червня 1949, Модесто, Каліфорнія) — американський юрист і політик-республіканець. Венеман була першою жінкою-міністром сільського господарства Америки з 2001 по 2005 і генеральним директор ЮНІСЕФ з 2005 по 2010. Вона була заступником міністра сільського господарства США з 1991 по 1993 в адміністрації Джорджа Буша-старшого.

## Життєпис
Вона отримала ступінь бакалавра у галузі політології в Університеті Каліфорнії у Девісі та магістра в Університеті Каліфорнії, Берклі. Вона також отримала диплом юриста у Коледж права Гастінгса Університету Каліфорнії і стала почесним доктором у чотирьох вишах (Каліфорнійський політехнічний державний університет у 2001 році, Університет Лінкольна, штат Міссурі у 2003 році, Університет штату Делавер у 2004 році і Мідлбері-коледж, у 2006 році).
Двоюрідна сестра режисера Джорджа Лукаса.